# Джон Ґранвілл, 1-й барон Ґранвілл з Потеріджа
Полковник Джон Ґранвілл, 1-й барон Ґранвілл з Потеріджа ПК (12 квітня 1665 – 3 грудня 1707), до 1703 року називався Шановним Джоном Ґранвіллом, був англійським військовим, землевласником і політиком.

## Походження і освіта
Ґранвілл був другим сином Джона Ґранвілла, 1-го графа Бата, від Джейн Виш, доньки сера Пітера Виша . Він був онуком сера Бевіла Ґренвілла та молодшим братом Чарльза Ґранвілла, 2-го графа Бата.  Він отримав освіту в Крайст-Черч, Оксфорд.

## Політична кар'єра
Ґранвілл воював поруч зі своїм старшим братом в імперській армії під час битви під Віднем у 1683 році. Через два роки його повернули до парламенту в Лонсестон, де він займав це місце до 1687 року. Він вітав Славну революцію 1688 року та очолив військо гренадерів на підтримку Вільгельма Оранського під час облоги Корка у вересні 1690 року. Він був призначений капітаном замку Діл у лютому 1690 року, але втратив цю посаду з політичних причин, а також звання полковника в гвардії та звання військового капітана в грудні того ж року.
У 1689 році він був обраний до парламенту Плімута. Зокрема, він виступив з чотирма промовами, критикуючи умови Королівського флоту, і був членом комітету, створеного для надання рекомендацій щодо надання допомоги пораненим морякам. Він продовжував виступати за Плімут до 1698 року, а потім представляв Ньюпорт до 1700 року, Фоуї з січня до грудня 1701 року та Корнволл з 1701 до 1703 року. Був в опозиції протягом усього правління Вільгельма III. Коли королева Анна вступила на трон у 1702 році, Ґранвілл був приведений до присяги Таємної ради. У 1703 році він був зведений у перство як барон Ґранвілл з Потеріджа, з Потеріджа в графстві Девон,  і призначений лордом-лейтенантом Корнволла, лордом-наглядачем Станнарі та генерал-лейтенантом ордонансу, пости яких він обіймав до 1705. Останнього року він знову пішов в опозицію.

## Сім'я
У 1703 році лорд Ґранвілл Потеріджський одружився з Ребеккою Чайлд, дочкою сера Джозаї Чайлда, 1-го баронета, і вдовою Чарльза Сомерсета, маркіза Вустера. У них не було дітей. Він помер у грудні 1707 року після апоплексичного нападу у віці 42 років. Оскільки в нього не було дітей, баронство померло разом з ним. Він був похований у Сент-Клемент Дейнс, Лондон . 